# Ender Arslan
Ender Arslan (Istanbul, 13 gennaio 1983) è un ex cestista e allenatore di pallacanestro turco.

## Carriera
Alto 188 cm, ha giocato come guardia nell'Efes Pilsen, nel Tau Cerámica e nel Panionios Atene, per poi fare ritorno all'Efes Pilsen con i quali milita attualmente. Elemento di valore sia in attacco che in difesa, fa della rapidità la sua arma più valida, soprattutto in penetrazione, sebbene abbia acquistato negli anni pericolosità anche nel tiro da fuori.
È stato convocato nel 2006 per i Mondiali in Giappone e nel 2007 per gli Europei in Spagna con la maglia della nazionale della Turchia.

## Statistiche

### Eurolega
| Anno      | Squadra          | PG  | PT | MP   | TC%  | 3P%  | TL%  | RP  | AP  | PRP | SP  | PP   |
| --------- | ---------------- | --- | -- | ---- | ---- | ---- | ---- | --- | --- | --- | --- | ---- |
| 2001-2002 | Anadolu Efes     | 6   | 2  | 18,4 | 33,3 | 33,3 | 53,8 | 1,2 | 1,2 | 1,0 | 0,0 | 4,5  |
| 2002-2003 | Anadolu Efes     | 20  | 3  | 14,6 | 25,4 | 18,2 | 65,0 | 1,0 | 1,5 | 0,9 | 0,0 | 2,6  |
| 2003-2004 | Anadolu Efes     | 20  | 14 | 24,2 | 33,1 | 34,4 | 69,4 | 1,3 | 3,8 | 1,4 | 0,0 | 7,9  |
| 2004-2005 | Anadolu Efes     | 23  | 0  | 19,7 | 34,1 | 31,2 | 76,6 | 1,7 | 2,0 | 1,3 | 0,0 | 6,9  |
| 2005-2006 | Anadolu Efes     | 22  | 9  | 20,9 | 32,7 | 28,6 | 65,5 | 1,3 | 2,0 | 0,8 | 0,0 | 5,7  |
| 2006-2007 | Olimpija Lubiana | 8   | 3  | 25,9 | 34,2 | 31,0 | 73,1 | 1,5 | 2,9 | 1,1 | 0,1 | 10,5 |
| 2006-2007 | Saski Baskonia   | 6   | 0  | 13,2 | 60,0 | 64,3 | 66,7 | 1,3 | 0,7 | 0,3 | 0,0 | 6,2  |
| 2007-2008 | Anadolu Efes     | 20  | 2  | 17,1 | 35,4 | 25,0 | 58,3 | 1,4 | 1,4 | 0,6 | 0,0 | 4,8  |
| 2008-2009 | Anadolu Efes     | 10  | 3  | 13,2 | 32,4 | 30,0 | 90,9 | 0,5 | 1,0 | 0,5 | 0,0 | 3,8  |
| 2009-2010 | Anadolu Efes     | 14  | 4  | 14,6 | 37,3 | 33,3 | 75,0 | 0,9 | 1,4 | 0,3 | 0,0 | 3,9  |
| 2010-2011 | Anadolu Efes     | 8   | 1  | 8,8  | 26,3 | 9,1  | 75,0 | 0,6 | 1,0 | 0,2 | 0,0 | 2,5  |
| 2011-2012 | Galatasaray      | 16  | 6  | 18,3 | 42,9 | 35,9 | 66,7 | 0,9 | 2,6 | 0,4 | 0,0 | 4,5  |
| 2013-2014 | Galatasaray      | 26  | 1  | 14,9 | 40,3 | 31,3 | 80,0 | 0,8 | 1,8 | 0,2 | 0,0 | 6,7  |
| 2014-2015 | Galatasaray      | 19  | 4  | 17,9 | 44,2 | 45,2 | 73,5 | 0,8 | 2,1 | 0,2 | 0,0 | 8,6  |
| 2015-2016 | Darüşşafaka      | 21  | 0  | 14,0 | 38,6 | 30,4 | 52,0 | 0,8 | 1,3 | 0,1 | 0,0 | 4,5  |
| 2016-2017 | Darüşşafaka      | 4   | 0  | 5,9  | 16,7 | 0,0  | 80,0 | 0,2 | 0,5 | 0,0 | 0,0 | 1,5  |
| Carriera  | Carriera         | 243 | 52 | 17,2 | 36,3 | 32,2 | 70,2 | 1,1 | 1,9 | 0,6 | 0,0 | 5,6  |

## Palmarès
- Campionato turco: 6

Efes Pilsen: 2001-02, 2002-03, 2003-04, 2004-05, 2008-09
Galatasaray: 2012-13
- Coppa di Turchia: 4

Efes Pilsen: 2000-01, 2001-02, 2005-06, 2008-09
- Coppa del Presidente: 3

Efes Pilsen: 2009, 2010
Galatasaray: 2011